# Юйцзюлюй Чоуну
Юйцзюлюй Чоуну (кит. упр. 郁久閭醜奴, пиньинь Yùjiǔlǘ Chǒunú) (тронное имя. Доулофубадоуфа  Хан (豆羅伏跋豆伐可汗)) — десятый каган жужаней с 508 года по 520 год н. э. Отличался высоким ростом, крепким телосложением, был искусен в войне.

## Правление
Правление своё по-китайски назвал Цзяньчан (始平) — достигнутое процветание. Летом 510 прислал Вэйскому двору буддийского монаха Хунсюаня, который подарил императору статую инкрустированную жемчугом. В 512 император отправил Ма Ишу послом к жужаням, но резко передумал и вернул посла с дороги обратно. В 514 Чоуну отправил посла Хуцзинь Юйбицзяня в Вэй.
В 516 начал войну с Гаоцзюйем и быстро разгромил их. Был убит царь Гаоцзюя Мивоту и много племён подчинилось жужаням. В 517 отправил Хуцзинь Юйбицзяня, Гэси Улубу, Гунгули в Бэй Вэй с данью. В 518 Юань Сюй приказал министрам зачитать ноту жужаньским послам в связи с их недобросовестным исполнением своих вассальных обязанностей.
Вскоре у Чоуну начались проблемы в семейной жизни. Из ставки пропал его малолетний сын Цзухуй и никто не мог найти его. Каган очень переживал. Объявилась двадцатилетняя шаманка Доухунь Дивань, которая объявили, что Цзухуй был живым взят духами на небо и его можно вернуть. Каган приказал устроить семидневный молебен и неожиданно Цзухуй вбежал в его юрту и сказал, что уже год он жил на небе. Чоуну был счастлив и приказал Дивани развестись с мужем Фушэнму (ему дали 3000 лошадей и быков) и сделал её своей женой. Вскоре Чоуну влюбился в неё и перестал заниматься делами управления. Когда Цзухой подрос, его мать-ханша выяснила, что история с небом была выдумана Диванью, Цзухуй жил у неё в юрте. Чоуну не поверил этому и вскоре Дивань убедила его казнить Цзухоя. Ханша-мать Хоулюйлин приказала жужаню Цзюйле задушить Доухунь Дивань. Неожиданно напали гаоцзюйцы и разбили жужаней. Чоуну решил возвратиться в ставку и казнить убийц жены, но по приказу ханши Хоулюйлин каган Чоуну был казнён князьями, а его младший брат Анагуй стал каганом.